# Пайнвілл (Північна Кароліна)
Пайнвілл (англ. Pineville) — місто (англ. town) в США, у найпівденнішій частині округу Мекленберг штату Північна Кароліна. Населення — 10 602 особи (2020). Розташоване в районі Ваксхауз між Шарлоттою, Північною Кароліною та Фортом Міллом, Південна Кароліна.

## Історія

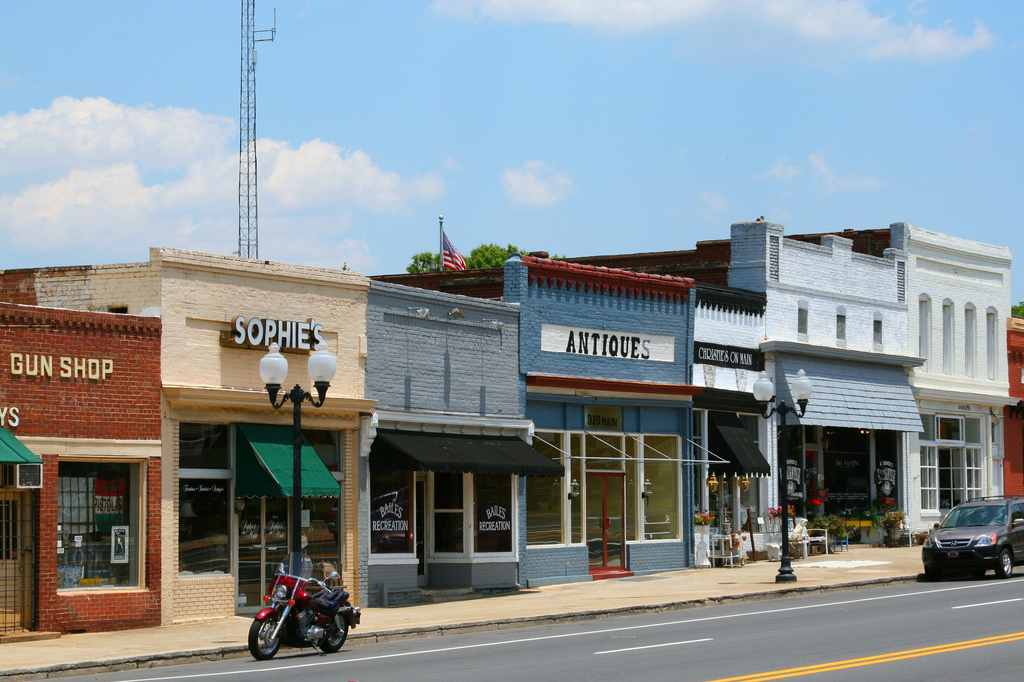
Пінвілл

Пінвілл змінився назавжди, коли початковий сегмент Interstate 485 відкрився для руху. Хоча протяжність однієї милі (1,6 км), що з'єднує розв'язки на NC Highway 51 та Південному бульварі, була спроектована для відволікання руху навколо Шарлотти через петлю автостради, I-485 випадково пройшов безпосередньо через Пінвілл.
У наступні роки, значно незабудована земля, що прилягає до двох розміток I-485 Pineville, вибухнула до того, що зараз є найбільшим торговим районом у Північній Кароліні. Маючи майже 8 000 000 квадратних футів (743 000 м2) торгових площ, Пінвілл є домом для 1100 000 квадратних футів (100 000 м2) торговий центр Carolina Place Mall, принаймні два центри харчування та безліч стрип-центрів, розпродажів та автономних торгових мереж.
Історично Пінвілл був підручником прикладом міського розповсюдження. Оскільки його зростання значною мірою було мотивоване введенням до цього місця автостради, торговий район Пінвілл, як правило, потребує автотранспорту для доступу. Незважаючи на 8 000 000 квадратних футів (743 000 м2) нових торгових площ, чисельність населення Pineville у 2000 р. (3449) була ледь більшою, ніж у 1990 р. (2970). Частково це було наслідком географічного положення Пінвілл. Затиснута між Шарлоттою та штатом Південна Кароліна, Pineville не може розширити свої муніципальні межі. Значні незабудовані землі, доступні до введення I-485,був швидко закуплений розробниками та затверджений для роздрібної торгівлі майже без винятку, швидко запечатуючи долю Пінвілл як місце, яке відомо багатьом, але мало кому проживає мало. Це приклад критики, що розповсюдження викликає надмірне зонування одноразового використання. Перепис 2010 року, однак, дав Pineville населення 7,479 — це більше, ніж удвічі більше, ніж населення у 2000 році — тому, здається, тенденція повертається.
Це батьківщина Джеймса К. Полка, 11-го президента США. Його дім вже не стоїть, але там зберігається оригінальна каюта з того часу, символічна тій, у якій він народився. Зараз це державне історичне місце. Він має дві реконструйовані зруби, як з місцевості, що будується c. 1790. Їх обставляють антикваріатом, подібним до того, що використовували б польки. Є головний будинок, кухонна комора та комора, а екскурсії доступні екскурсоводами. Ледібід Джонсон (на той час перша леді США) приїхала до Пінвілла, щоб присвятити нове державне місце.
Окрім будинків із журналів періоду, є музей із коротким фільмом про життя та часи Джеймса Нокса Полка, а також одяг періоду та інші артефакти місцевості та епохи. Пам'ятник споруджено в 1904 р. На місці сучасних реконструйованих кабін. Штат Північна Кароліна переніс пам'ятник з початкового місця в 1964 році.
Його перенесли на теперішнє місце розташування поблизу центру для відвідувачів у 1968 році.
Пінвілл став відомий як центр торгівлі мулами за часів «золотого пориву Шарлотти». У той час «Pineville» називали «Явка Морроу». Розташований на перехресті двох основних торгових маршрутів Індії, на ній були великі луки, на яких тварини торгівлі та транспортування могли «вивертатися» на пасовище.
У 1852 р. Залізниця Шарлотти та Колумбії пройшла через Pineville, перший крок міста до «сучасного світу». Залізниця хотіла більш сучасної назви, а великі стенди сосни в цьому районі надихнули новою назвою Pineville.
Pineville була зареєстрована в 1873 році. У 1890-х роках Mill Dover Yarn Mills створили млин бавовни в Pineville. Пізніше цей млин став Cone Mills, Inc., який діяв у місті до кінця 1970-х. Одноблоковий район старого Pineville був метушливим комерційним районом, у якому було багато різних магазинів, характерних для будь-якого маленького містечка.
Сьогодні ця територія є домом для багатьох вигадливих магазинів та ресторанів.

## Географія
Пайнвілл розташований за координатами 35°5′33″ пн. ш. 80°53′32″ зх. д. / 35.09250° пн. ш. 80.89222° зх. д. (35.092425, -80.892191). За даними Бюро перепису населення США в 2010 році місто мало площу 17,25 км², з яких 17,15 км² — суходіл та 0,10 км² — водойми.

## Демографія
Згідно з переписом 2010 року, у місті мешкало 7479 осіб у 3688 домогосподарствах у складі 1599 родин. Густота населення становила 434 особи/км². Було 4051 помешкання (235/км²).
Расовий склад населення:
| - 62,1 % — білих - 22,2 % — чорних або афроамериканців - 3,4 % — азіатів - 0,5 % — корінних американців - 0,1 % — вихідців з тихоокеанських островів - 8,9 % — осіб інших рас |

До двох чи більше рас належало 2,7 %. Частка іспаномовних становила 20,1 % від усіх жителів.
За віковим діапазоном населення розподілялося таким чином: 20,0 % — особи молодші 18 років, 63,4 % — особи у віці 18—64 років, 16,6 % — особи у віці 65 років та старші. Медіана віку мешканця становила 35,0 року. На 100 осіб жіночої статі у місті припадало 81,0 чоловіків; на 100 жінок у віці від 18 років та старших — 75,9 чоловіків також старших 18 років.
Середній дохід на одне домашнє господарство становив 46 029 доларів США (медіана — 35 191), а середній дохід на одну сім'ю — 59 214 долари (медіана — 55 257). Медіана доходів становила 40 754 долари для чоловіків та 34 331 долар для жінок. За межею бідності перебувало 20,5 % осіб, у тому числі 35,6 % дітей у віці до 18 років та 9,1 % осіб у віці 65 років та старших.
Цивільне працевлаштоване населення становило 3988 осіб. Основні галузі зайнятості: освіта, охорона здоров'я та соціальна допомога — 25,7 %, мистецтво, розваги та відпочинок — 14,5 %, роздрібна торгівля — 11,3 %, транспорт — 10,4 %.

## Охорона здоров'я
Пінвілл обслуговується системою охорони здоров'я Carolinas Pineville, закладом гострої допомоги на 206 ліжок, відкритим у 1987 році, членом Atrium Health.

## Відомі люди
- Джеймс Нокс Полк — колишній президент, спікер палати та губернатор штату Теннессі
- Волтер Девіс — колишній професійний баскетболіст та ЮНК Тархейл